# Edessa (Řecko)
Edessa (řecky  Έδεσσα, starý název Vodena, řecky Βοδενά) je město v Řecku v Makedonii. Žije zde přes 19 000 obyvatel. Známá je především svými vodopády, které jsou ústím řeky Edesseos (Vodas).

## Dějiny

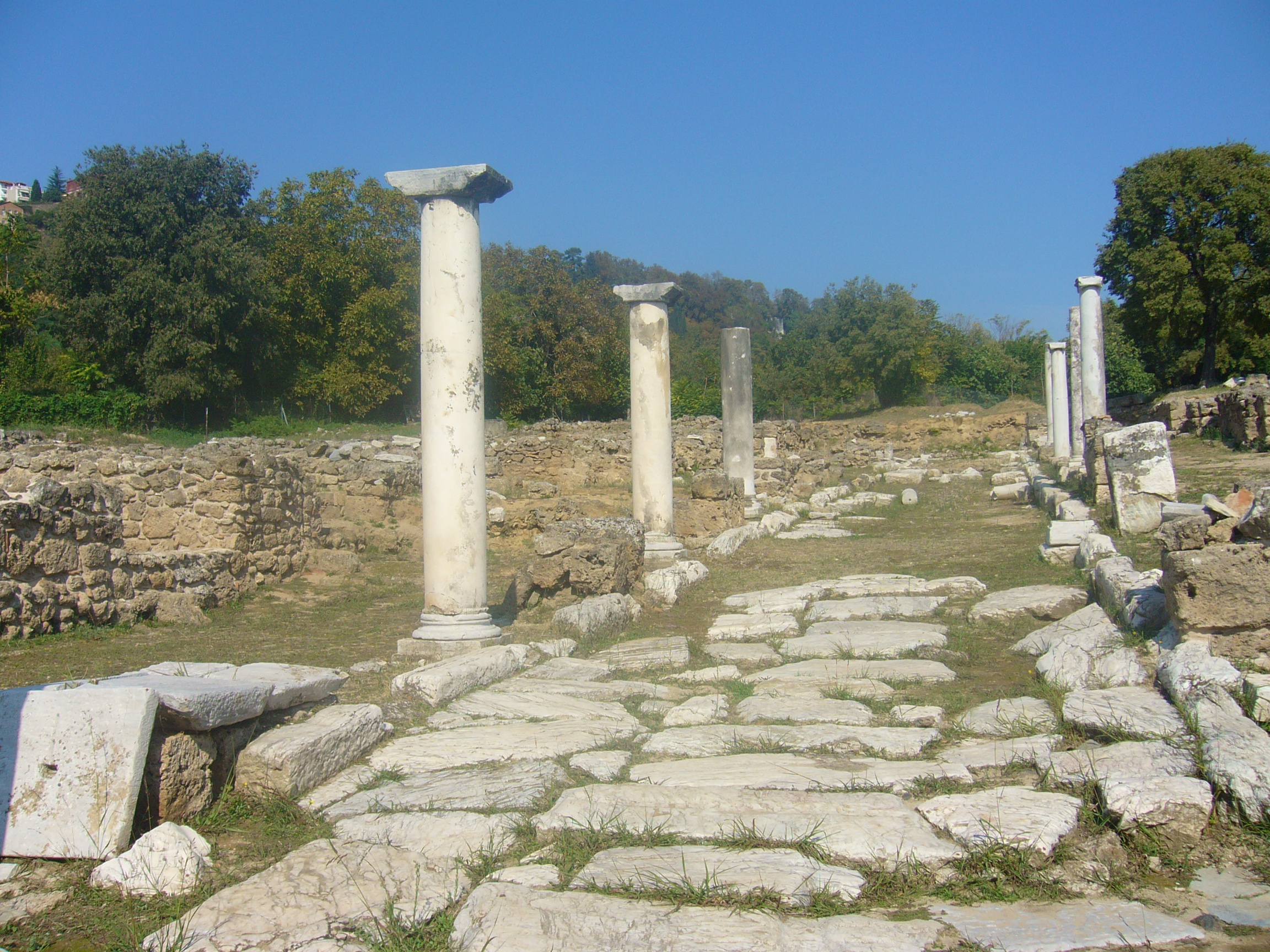
Antická Edessa

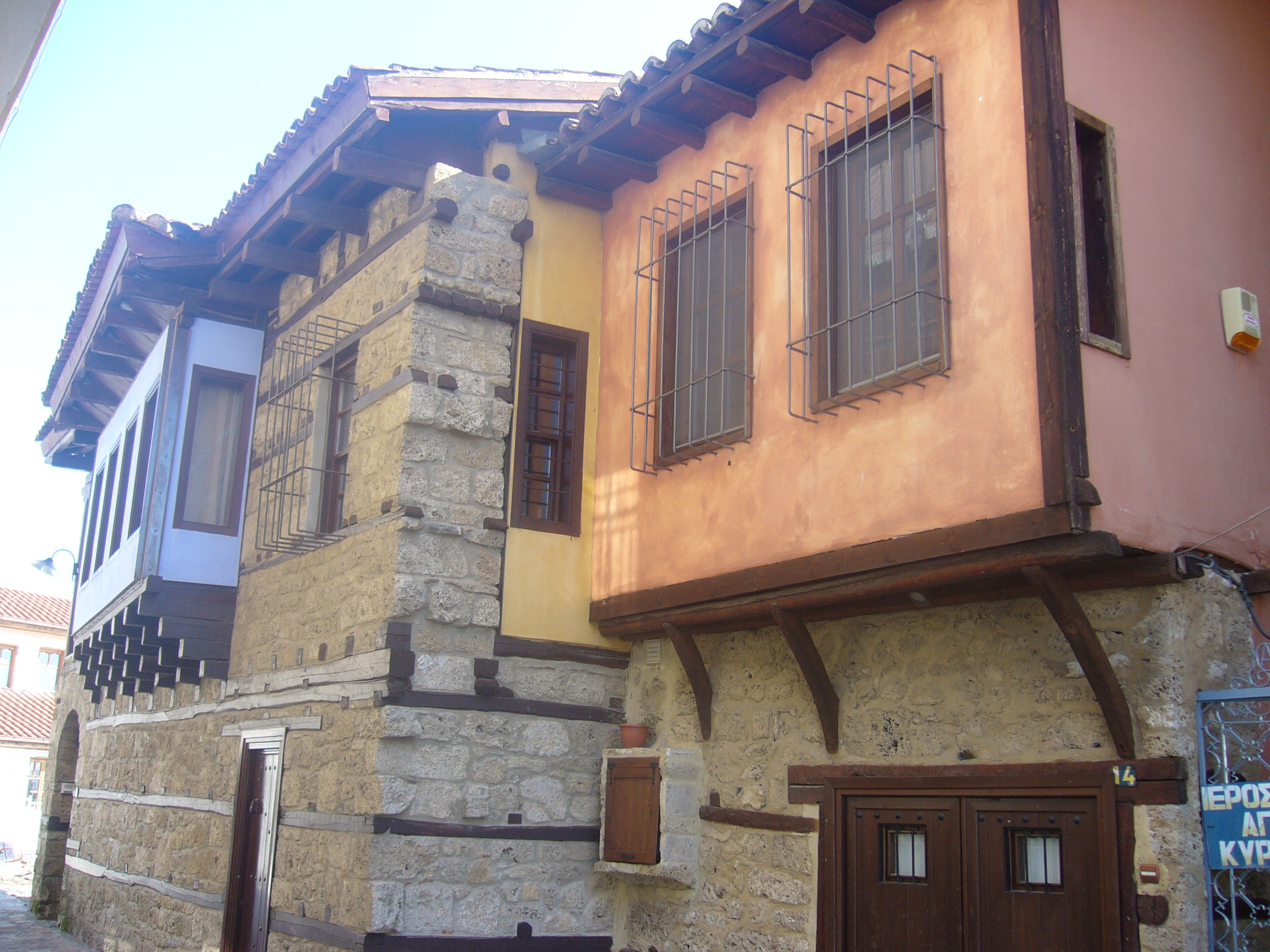
Staré město

Edessu původně obývalo pravděpodobně frýgské obyvatelstvo, odkud pochází i pojmenování Edessa, z frýgského vedy (voda). V klasické antice zde žili řečtí Makedonci. Moderní město bylo postaveno na starořecké akropoli. Alexandr Veliký přesídlil část obyvatelstva do nově založeného stejnojmenného města Edessa v Mezopotámii (dnešní Şanlıurfa v Turecku). V římské době pokračoval prospěch, protože se město nacházelo na obchodní cestě Via Egnatia do střední Evropy. V roce 691 jako součást Byzantské říše zmíněno jméno místního biskupa, Isidora. V následujícím století se zde usadili Slované, kteří asimilovali původní řecké obyvatelstvo a město přejmenovali na Vodena (podle bohatých zásob vody). V 11. století Edessu dobyl byzantský císař Bazil II. a mnoho slovanských obyvatel bylo z města vysídleno. Řecký historik tohoto období, Ioannis Skylitzis, kdy se Edessa vrátila pod Byzanc, město zmiňuje pod názvem Vodena a místní jezero jako Ostrovo (řecky Vegoritis), toponyma, které přetrvala dodnes. V roce 1345 město dobyli Srbové a v roce 1386, společně se zbytkem Makedonie Turci.
V roce 1395 město postihlo ničivé zemětřesení, při kterém se vytvořily dnešní velké vodopády. V roce 1782 v Edesse vznikla první řecká škola. Z Edessy pocházel i známý profesor starořečtiny v Paříži Minas Minoidis. Z Edessy pocházeli i mnozí významní revolucionáři z Řecké války za nezávislost v roce 1821. Místní obyvatelstvo mluvilo hlavně slovanským jazykem (bulharsky), avšak neměli žádnou specifickou národní identitu. Část z nich se cítila být již tradičně Řeky, část se po vzniku bulharského exarchátu začala považovat za Bulhary. V roce 1905 žilo ve městě 3 600 Bulharů, 6 280 řeckých Slovanů a žili zde i Turci a Arumuni. Po osvobození z osmanské nadvlády řeckými vojsky v roce 1912 zde začalo vznikat mnoho továren. Městu bylo navráceno původní jméno Edessa, Vodena zůstala používaná mezi obyvateli jako neformální pojmenování. I nadále se však užívá v nedaleké Severní Makedonii. Po řecko-turecké výměně obyvatel v roce 1923 se zde usadili i maloasijští Řekové a odešli místní Turci a Pomaci, stejně jako i Bulhaři do Bulharska. Ve 30. letech zde vzniklo mnoho divadel a koncertních těles.

## Příroda a památky
Příroda v okolí města Edessa je zelená a je zde vybudován velký park, který začíná nahoře na vrchu, kde stojí město a pokračuje po schodech na nižší terasy, kde jsou různá jezírka, vodopády a velký vodní mlýn. Jet se dá i výtahem. Při dobrém počasí lze z vrchu obdivovat daleký výhled až k městu Soluň. Výhledu dominuje i velké jezero Ostrovo. Staré město na akropoli je charakteristické typickou osmanskou architekturou. Stojí zde i velký ortodoxní kostel Svaté Marie, jakož i raně křesťanský byzantský chrám Svaté Moudrosti.

## Obyvatelstvo
Edessa, společně s Florinou, patří k hlavním centrům slavofonních Řeků, slovanským jazykem zde stále komunikuje hlavně starší generace. Ve městě a jeho okolí však žijí i mnozí maloasijští Řekové.